# ترابردپذیری شماره تلفن ثابت
ترابردپذیری شماره تلفن ثابت که به آن انتقال شماره محلی (به انگلیسی: Local number Portability) نیز گفته می‌شود، این امکان را به شما می‌دهد که شماره تلفن ثابت خود را از یک سرویس دهنده مخابراتی به سرویس دهنده دیگری منتقل نماید. در حال حاضر بسیاری از کشورها از جمله آمریکا، کانادا، هند و اغلب کشورهای اروپایی چنین سرویسی را ارائه می‌دهند.

## در ایران
در حال حاضر این سرویس در ایران به دلیل اینکه عموم شماره تلفن‌های ثابت توسط شرکت مخابرات ایران ارائه می‌شود، وجود ندارد.